# Gabriel Amard
Gabriel Amard, né le 5 mai 1967 à Juvisy-sur-Orge en Seine-et-Oise, est un homme politique français. Il est maire de Viry-Châtillon de 1995 à 2006, président de la communauté d'agglomération Les Lacs de l'Essonne de 2004 à 2014 et auteur d'essais sur les modes de gestion publique de l'eau.
Il est élu député de la sixième circonscription du Rhône lors des élections législatives de 2022 puis réélu en 2024.  
À l'Assemblée Nationale, il est membre du Groupe La France insoumise.

## Activité professionnelle
Il consacre son activité professionnelle à la formation des élus locaux en tant que directeur du Formateur des collectivités (FDC) dont le siège se trouve à Lons-le-Saunier depuis février 2014. Il participe à la création et à l'animation de la Coordination jurassienne eau et assainissement (CoJEA), collectif regroupant les associations et usagers s'intéressant à la gestion des services d'eau et de l'assainissement ainsi que la préservation de la ressource.

## Parcours politique
Gabriel Amard est en 1997-1998 le directeur politique et le principal animateur des Cahiers à Gauche – Réflexions pour la République sociale (Éditions France laïque), se proposant de diffuser les analyses politiques du courant de la Gauche socialiste au sein du Parti socialiste (PS) et dans la société [réf. nécessaire].
Il est candidat pour le Parti socialiste aux élections législatives de 2002 dans la 7e circonscription de l'Essonne. Il est en ballotage au premier tour avec 32,01 % des voix, en 2e position, et il est battu au 2e tour avec 46,28 %, face au candidat de l'UMP Jean Marsaudon.
S'attachant à partir de 2005 à l'application du non-cumul des mandats d'élus, il renonce successivement à son mandat de maire (2005) puis à se représenter à celui de conseiller général (2008) pour se consacrer uniquement à la présidence de la communauté d'agglomération Les Lacs de l'Essonne.
Après le départ de Jean-Luc Mélenchon du PS, il annonce qu'il quitte lui aussi ce parti le 7 novembre 2008, après avoir été membre du Conseil national, et rejoint ainsi le Parti de gauche (PG) dès sa création. Il est membre du Secrétariat national et du Bureau national du PG. Maire honoraire de Viry-Châtillon, il est président de l'association La Gauche par l'Exemple, qui rassemble les élus du PG et apparentés[réf. nécessaire].
Cofondateur de « France Eau Publique », le réseau des gestionnaires publics de l'eau dans le cadre de la Fédération nationale des collectivités concédantes et régies (FNCCR). Administrateur de « Élus Associations Usagers » (EAU) présidé par Michel Partage. Il milite aux côtés d'Anne Le Strat, présidente de Eau de Paris et de Aqua publica europea[réf. nécessaire].
Animateur du combat pour la gestion publique de l'eau, il impulse la sortie de Viry-Châtillon du syndicat des eaux d'Île-de-France (SEDIF) et crée la régie publique Eau des Lacs de l'Essonne après une votation citoyenne organisée à Viry-Châtillon et Grigny en juin 2010. Il est ensuite le président du conseil d'exploitation de cette régie publique (2010-2014). Les Lacs de l'Essonne est la première collectivité depuis 1923 à quitter le SEDIF pour la gestion potable. Il est le premier élu à mettre en place, en France, des conditions d'accès à l'eau potable (2011) qui allient la gratuité des mètres cubes indispensables à la survie et des compteurs ainsi que des conditions différenciées selon les usages de confort, de luxe ou professionnels.
Membre de l'association Pour la République sociale (PRS), il a été responsable national des élus au sein de cette organisation.
Il est candidat pour le Front de gauche aux élections législatives de 2012 dans la 7e circonscription de l'Essonne. Il est battu au premier tour avec 11,18 % des voix, en 5e position. Il s'installe dans le Jura fin 2013, à Lons-le-Saunier. En 2014, désigné comme tête de liste du Front de Gauche dans le Grand Est pour les élections européennes il annonce qu'il ne briguera pas de mandat municipal ou communautaire. Il obtient à cette élection 5,24 % des suffrages et n'est pas élu. Il fonde à Lons-le-Saunier le Formateur des collectivités, un organisme de formation des élus locaux.
Il est candidat aux élections législatives de 2017 dans le Jura (1re circonscription), pour la France insoumise, mais il est battu au premier tour avec 14,22 % des voix, en 3e position. Il est ensuite candidat aux élections européennes de 2019, en huitième position sur la liste de la France insoumise, mais n'est pas élu, celle-ci remportant six sièges. Il lance le Journal de l’insoumission, trimestriel proche de LFI sans être la publication officielle du parti.
Pour les élections municipales de 2020, il est tête de liste de la France insoumise à Villeneuve-d'Ascq (Nord). L'originalité de cette liste repose sur "une gouvernance à trois têtes"  où Gabriel Amard serait en réalité candidat pour la MEL, Antoine Marszalek, (troisième de liste) serait candidat maire, et Catherine Boutté (deuxième de liste) deviendrait garante de la co-gestion et des contre-pouvoirs. Sa liste arrive en 4e position et obtient 8,18 % des suffrages exprimés au premier tour. Elle fusionne au 2e tour avec la liste EELV menée par Pauline Ségard, dans le cadre d'une triangulaire avec les socialistes et une alliance LREM-LR. Gabriel Amard retire sa candidature et laisse ses colistiers participer à la fusion. La liste fusionnée termine en 2e position derrière les socialistes avec 29,64 % des voix et remportent 7 sièges au conseil municipal.
Gabriel Amard s'établit en Isère en 2021. Il est chef de file de La France insoumise pour les élections régionales de 2021 en Auvergne-Rhône-Alpes en binôme avec Magali Romaggi, et chef de file dans le département de l'Isère en binôme avec Émilie Marche. Candidat sur la liste de Cécile Cukierman du PCF-LFI, il est en 5e position de la liste iséroise d'union de la gauche au second tour. Gabriel Amard est élu conseiller régional d'Auvergne-Rhône-Alpes à l'issue du second tour.
Aux élections législatives de 2022, il est candidat à Villeurbanne, dans la sixième circonscription du Rhône, ancien bastion socialiste, où il arrive en tête avec 41,30 % des voix devant la candidate de la majorité présidentielle Emmanuelle Haziza. Gabriel Amard obtient 55,54 % des voix et l'emporte au second tour.
À l'Assemblée Nationale, il est membre du Groupe La France insoumise. Il siège au sein de la Commission du Développement durable et de l'Aménagement du territoire.
Lors des élections législatives anticipées de 2024, il l'emporte au second tour face au candidat socialiste dissident Jean-Paul Bret avec 50,57 % des voix.

## Mandats électifs
- Adjoint au maire de Longjumeau : 1989-1995
- Conseiller municipal de Viry-Châtillon : 1995-2014
- Maire de Viry-Châtillon : 1995-2006
- Conseiller régional d'Île-de-France : 1998-2001
- Conseiller général de l'Essonne (canton de Viry-Châtillon) : 2001-2008
  - Vice-président du conseil général : 2001-2004
  - Président délégué du conseil général : 2006-2008
- Président de la communauté d’agglomération Les Lacs de l’Essonne : 2004-2014
- Conseiller régional d'Auvergne-Rhône-Alpes : 2021-
- Député du Rhône : 2022-

## Synthèse des résultats électoraux

### Élections législatives
| Année | Parti | Parti       | Circonscription | 1er tour | 1er tour | 1er tour | 2d tour | 2d tour | 2d tour |
| Année | Parti | Parti       | Circonscription | Voix     | %        | Rang     | Voix    | %       | Issue   |
| ----- | ----- | ----------- | --------------- | -------- | -------- | -------- | ------- | ------- | ------- |
| 2002  |       | PS          | 7e de l’Essonne | 13 488   | 32,01    | 2e       | 18 101  | 46,28   | Battu   |
| 2012  |       | PG (FG)     | 7e de l’Essonne | 4 437    | 11,18    | 5e       |         |         | Éliminé |
| 2017  |       | LFI         | 1re du Jura     | 4 906    | 14,21    | 3e       |         |         | Éliminé |
| 2022  |       | LFI (NUPES) | 6e du Rhône     | 16 545   | 41,30    | 1er      | 20 397  | 55,54   | Élu     |
| 2024  |       | LFI (NFP)   | 6e du Rhône     | 27 294   | 46,29    | 1er      | 25 352  | 50,57   | Élu     |

## Vie personnelle
Fils d'Elie Amard, expert comptable, Pied-noir algérien, "juif de naissance, franc-maçon, laïc", lui-même fils de Elie Amard, cordonnier établi à Colomb-Béchar, Gabriel Amard a pratiqué le scoutisme laïque dans sa jeunesse, au sein des Éclaireuses Éclaireurs de France. Il a épousé en 2016 à Châteldon sa compagne Maryline Mélenchon, fille de Jean-Luc Mélenchon.

### Ouvrages de Gabriel Amard
- Gabriel Amard, Faut-il interdire le Front National ?, Éditions France Laïque, coll. « Cahiers À Gauche », 1997 (ISBN 978-2-912627-01-8)
- Gabriel Amard (dir.), Erick Aouchar (dir.) et Stéphane Arrial (dir.) (préf. Jean-Luc Mélenchon), Pour la République sociale : la gauche socialiste dans ses textes, Paris, Éditions L'Harmattan, 1997, 215 p. (ISBN 978-2-7384-5514-7, lire en ligne)
- Paul Ariès (dir.) et Gabriel Amard, Ralentir la ville… : pour une ville solidaire, Villeurbanne, Éditions Golias, 2009, 134 p. (ISBN 978-2-35472-069-8)
- Gabriel Amard, L'eau n'a pas de prix : vive la régie publique !, Paris, Bruno Leprince éditeur, coll. « Politique à gauche », 2010, 95 p. (ISBN 978-2-916333-74-8)
- Paul Ariès (dir.) et Gabriel Amard, Liberté Égalité Gratuité : Pour la gratuité des services publics, Villeurbanne, Éditions Golias, 2010, 126 p. (ISBN 978-2-35472-112-1)
- Gabriel Amard (dir.), Guide de la gestion publique de l'eau, Paris, Bruno Leprince éditeur, coll. « Les guides républicains », 2012, 2e éd. (1re éd. 2011), 175 p. (ISBN 978-2-36488-017-7)
- Gabriel Amard (dir.), Terres de Gauche : Abécédaire des radicalités concrètes, Paris, Bruno Leprince éditeur, coll. « Politique à gauche », 2012, 285 p. (ISBN 978-2-36488-024-5)
- Gabriel Amard (dir.) (préf. Gilles Clément), Biodiversité : Une approche urbaine et multiforme, Paris, Bruno Leprince éditeur, coll. « Les guides républicains », 2013, 253 p. (ISBN 978-2-36488-058-0)
- Gabriel Amard, La guerre de l'eau : La régie publique, c'est possible, Paris, Bruno Leprince éditeur, coll. « Politique à gauche », 2013, 143 p. (ISBN 978-2-36488-066-5)
- Gabriel Amard, Le grand trafic néolibéral : Les lobbys en Europe, Paris, Bruno Leprince éditeur, coll. « Politique à gauche », 2014, 197 p. (ISBN 978-2-36488-093-1)

### Articles sur Gabriel Amard
- Lilian  Alemagna, « Les piliers de la maison Mélenchon », Libération,‎ 9 avril 2012 (lire en ligne)
- Gérald Andrieu, « Comment une multinationale a voulu déstabiliser un élu du Parti de gauche », Marianne,‎ 6 juillet 2012 (lire en ligne)